# Silent Spring
Silent Spring (v češtině Mlčící jaro nebo Tiché jaro) je kniha americké bioložky a spisovatelky Rachel Carsonové, která byla poprvé vydána v roce 1962 nakladatelstvím Houghton Mifflin. Kniha je považována za jednu z nejdůležitějších v oblasti literatury faktu ve 20. století a za jeden z impulsů ke vzniku hnutí pro ochranu životního prostředí.
Carsonová knihu napsala na základě podkladů řady biologů, entomologů, toxikologů a upozornila na rizika nebezpečných chemických látek jako DDT, toxafen nebo dieldrin.

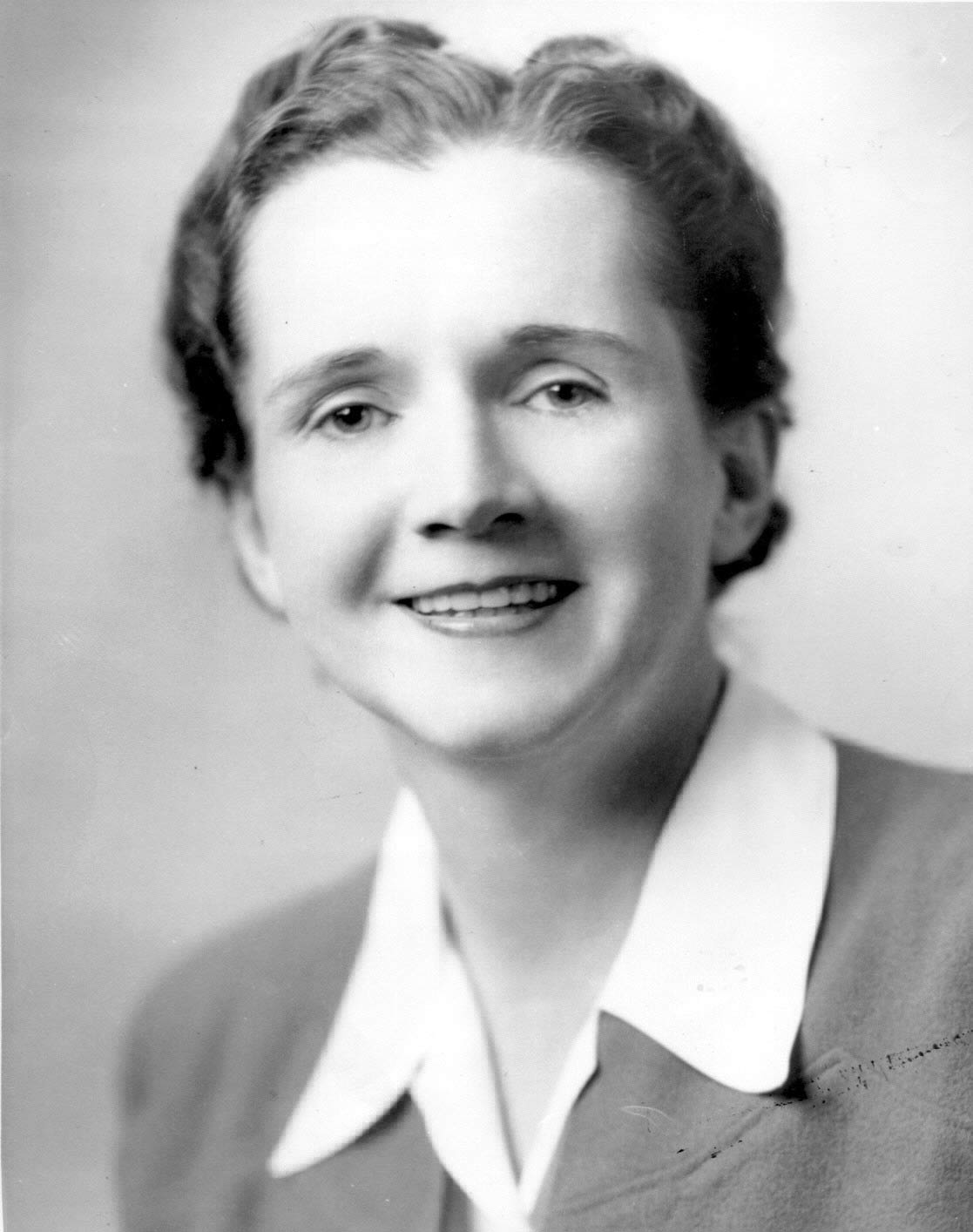
Autorka knihy Rachel Carsonová

Koncem 50. let 20. století se Carsonová začala zabývat ochranou životního prostředí, zejména problémy, které podle ní způsobují syntetické pesticidy. Výsledkem jejího výzkumu bylo Silent Spring, které americkou veřejnost seznámilo s problémy životního prostředí. Kniha se setkala s tvrdým odporem chemických společností, ale úspěšně ovlivnila veřejné mínění a vedla ke změně politiky USA v oblasti pesticidů a k rozvoji environmentálního hnutí, které vedlo k vytvoření americké agentury pro ochranu životního prostředí (U.S. Environmental Protection Agency).
Kniha vedla také k zákazu užití DDT v zemědělství ve většině zemí, díky Stockholmské úmluvě, která připouští jeho užití jen na potlačování malárie. Tím se mj. zpomalil vývoj rezistence komárů vůči tomuto insekticidu, takže je na většině míst postižených malárií stále účinný pro hubení přenašečů malárie v interiérech.
Sir David Attenborough knihu označil za takovou, která proměnila vědecký svět nejvýznamněji po Darwinově knize O původu druhů. Autorka byla posmrtně oceněna mj. nejvyšším civilním vyznamenáním USA, Prezidentskou medailí svobody udělenou roku 1980.
V roce 2006 byla kniha Silent Spring jmenována, magazínem Discover, jako jedna z nejlepších 25 vědeckých knih všech dob.
Kniha Tiché jaro vyšla v roce 2021 v českém překladu Filipa Drlíka.

## Výzkum a tvorba
V polovině 40. let 20. století se Carsonová začala obávat následků nadměrného používání syntetických pesticidů, jejichž vývoj po druhé světové válce byl převážně financován armádou. Ministerstvo zemědělství Spojených států amerických v roce 1957 založilo program na likvidaci ohnivých mravenců, který zahrnoval letecký postřik pesticidem DDT a dalšími pesticidy smíchanými s topným olejem. Tento program dokonce zahrnoval i postřik soukromých pozemků. To přimělo Carsonovou napsat knihu, která se bude zabývat tím, jak pesticidy a jedy poškozují životní prostředí. Majitelé pozemků na Long Islandu podali žalobu na zastavení těchto postřiků, avšak tuto žalobu prohráli. Nejvyšší soud jim dal právo získat soudní příkaz, díky kterému mohli získat ochranu proti případnému budoucímu poškození životního prostředí, čímž byl položen základ pro pozdější žaloby na ochranu životního prostředí.
Olga Owens, přítelkyně Carsonové, napsala v lednu 1958 do časopisu The Boston Herald dopis, který se stal dalším podnětem pro vznik Silent Spring. V tomto dopise popsala úhyn ptáků v okolí svého pozemku, který se nachází v Duxbury, Massachusetts, v důsledku leteckého postřiku pesticidem DDT za účelem vyhubení komárů. Carsonová později uvedla, že ji tento dopis přiměl k výzkumu environmentálních problémů, které byly způsobeny nadměrným používáním chemických pesticidů.
Společnost Audubon, která aktivně vystupovala proti programům týkajících se chemických postřiků, požádala Carsonovou, aby pomohla odkrýt praktiky v používání těchto postřiků a výzkum, který se na ně vztahuje. Carsonová tak zahájila čtyřletý projekt Silent Spring. Prvním krokem bylo shromažďování příkladů škod na životním prostředí, které byly způsobeny pesticidem DDT. Snažila se pro svou věc získat esejistu E. B. White a další řadu novinářů a vědců. V roce 1958 Carsonová se domluvila s nakladatelstvím na publikaci knihy, kterou plánovala napsat společně s vědeckým novinářem Edwinem Diamondem, který psal pro časopis Newsweek. Když se však časopis The New Yorker obrátil na Carsonovou se žádostí na sepsání dlouhého a dobře placeného článku na toto téma, začala uvažovat o tom, že napíše více než jen úvod a závěr, jak bylo plánováno – brzy se z toho stal samostatný projekt. Diamond později napsal jednu z nejtvrdších kritik na Silent Spring.
Carsonová při výzkumu objevila početnou komunitu vědců, kteří zaznamenávali fyziologické a environmentální účinky pesticidů. Využila tak svých osobních kontaktů s mnoha vládními vědci a získala tím důvěrné informace na toto téma. Na základě vědecké literatury a rozhovorů s vědci Carsonová identifikovala dva vědecké tábory: ty, kteří odmítali věřit možným nebezpečím pesticidních postřiků (aniž by měli přesvědčivé důkazy) a ty, kteří otevřeně věřili teorii, že pesticidy mají negativní vliv na prostředí a byli ochotni zvážit alternativní metody – jako je například biologická ochrana proti škůdcům.
V roce 1959 Zemědělská výzkumná služba amerického ministerstva zemědělství reagovala na Carsonovou a ostatní vědce vydáním veřejného filmu s názvem Fire Ants on Trial, který Carsonová označila za „propagandu“, jenž ignoruje nebezpečí, které pesticidy představují pro lidi a volně žijící zvířata. Na jaře téhož roku Carsonová napsala dopis, který byl zveřejněn v časopisu The Washington Post, v němž dávala pesticidům za vinu nedávný pokles ptačí populace – jejími slovy „umlčení ptáků.“ V témže roce bylo zjištěno, že úrody brusinek z roku 1957, 1958 a 1959 obsahují vysoký obsah herbicidu aminotriazolu – z tohoto důvodu byl veškerý prodej produktů z brusinek zastaven. Carsonová se zúčastnila následných slyšení FDA, která se týkala revize směrnic o používání pesticidů – byla však odrazena agresivními taktikami zástupců chemického průmyslu. Tyto taktiky zahrnovaly výpovědi odborníků, jež byly v rozporu s vědeckou literaturou, kterou Carsonová předložila. Carsonová proto zmínila možné „finančními podněty, které se skrývají za pesticidními programy“.
Díky výzkumu v Národní lékařské knihovně Národního institutu zdraví se Carsonová dostala do kontaktu s vědci z oboru zdravotnictví, kteří zkoumali celou řadu rakovinotvorných chemických látek. Zvláště významná pro Carsonovou byla práce výzkumného pracovníka Národního institutu na léčbu rakoviny – a zakládajícího ředitele sekce, jež se zabývá rakovinou životního prostředí – Wilhelma Huepera, který klasifikoval mnoho pesticidů jako karcinogeny. Carsonová a její výzkumná asistentka Jeanne Davisová s pomocí knihovnice NIH Dorothy Algireové nalezly důkazy, jež potvrdily souvislost mezi pesticidy a rakovinou. Carsonová brala tyto důkazy jednoznačně. Na druhou stranu však byly tyto závěry (mimo malou komunitu vědců, jež se zabývají karcinogenezí pesticidů) brány jako velmi kontroverzní.
V roce 1960 Carsonová měla dostatek materiálu – prozkoumala stovky jednotlivých případů, kdy vystavení pesticidům vyústilo v lidské onemocnění a ekologické škody. V lednu 1960 Carsonovou postihla nemoc, díky níž byla na několik týdnů upoutána na lůžko. Když se však v březnu blížila úplnému uzdravení, byly v jejím levém prsu objeveny cysty, jež vyžadovaly mastektomii. V prosinci téhož roku Carsonová zjistila, že má rakovinu prsu, která již přešla k metastázím. Její výzkum byl také pozdržen revizními pracemi na novém vydání knihy The Sea Around Us (Moře kolem nás) a společnou fotoreportáží s Erichem Hartmannem. Většina výzkumu a textu již byla hotova v podzimních měsících roku 1960 s výjimkou diskuse o nedávném výzkumu některých nových pesticidů. Další zdravotní potíže však zdržely konečné revize.
V srpnu 1961 Carsonová souhlasila s návrhem své literární zástupkyně Marie Rodellové, že název knihy bude Silent Spring, jenž metaforicky poukazuje na chmurnou budoucnost celého světa přírody. Název díla byl inspirován básní Johna Keatse „La Belle Dame sans Merci“. Editor Paul Brooks na žádost Carsonové zašel do nakladatelství Houghton Mifflin, kde objednal ilustrace od Louise a Lois Darlingových. Jako poslední byla napsána první kapitola „A Fable for Tomorrow“ (Pohádka na zítřek), která měla sloužit jako odstrašující případ – něco podobného jako tento příběh se může stát v blízké budoucnosti i ve skutečném světě. V polovině roku 1962 Brooks a Carsonová z velké části dokončili editace a začali knihu propagovat – tím, že rukopis rozeslali vybraným osobám. V Silent Spring se Carsonová hlavně opírá o důkazy dvou ekologických farmářek ze státu New York, Marjorie Spockové a Mary Richardsové, a zastánce biodynamického zemědělství, Ehrenfrieda Pfeiffera.

## Reakce čtenářů naSilent Spring
Carsonová a ostatní, kteří se podíleli na zveřejnění Silent Spring, očekávali silnou kritiku a obávali se, že bude proti nim podána žaloba za urážku na cti. Carsonová v té době pravidelně podstupovala radioterapii a očekávala, že nebude schopna obhájit své dílo a reagovat na prohlášení kritiků. V rámci příprav na očekávaný odpor se Carsonová a její zástupci snažili před vydáním knihy získat co nejvíce příznivců. Carsonová se v květnu 1962 zúčastnila konference o ochraně přírody v Bílém domě. Také společnost Houghton Mifflin rozdala delegátům první výtisky Silent Spring a napsala článek do časopisu The New Yorker, kde propagovala plánované vydání knihy.
Již týdny před zveřejněním, 27. září 1962, vyvstal proti Silent Spring silný odpor ze strany chemického průmyslu. Mezi první odpůrce patřily společnosti DuPont (hlavní výrobce DDT a 2,4-D) a Velsicol Chemical Company (tehdy jediný výrobce chlordanu a heptachloru v USA). Společnost Velsicol hrozila, že podá žalobu na společnost Houghton Mifflin a časopisy The New Yorker a Audubon Magazine, pokud nebudou stáhnuty články, které propagovaly Silent Spring. Zástupci chemického průmyslu a lobbisté podali řadu nekonkrétních stížností (některé anonymně). Chemické společnosti a přidružené organizace vydaly brožury a články, které propagovaly a obhajovaly používání pesticidů – právníci a nakladatelé Carsonové si však byli jisti, že zvážili všechny možné body útoku a nenechali tak odpůrcům žádný prostor k tomu, aby mohli zpochybnit pravdivost Silent Spring. Publikace dále probíhala podle plánu. Obzvláště hodně pozornosti přitáhlo speciální vydání „Kniha měsíce“, jehož součástí byl vzkaz od Williama O. Douglase, v němž knihu podpořil.
Mezi největší kritiky patřil biochemik společnosti American Cyanamid Robert White-Stevens a bývalý chemik společnosti Cyanamid Thomas Jukes – zejména kritičtí byli vůči analýze DDT v Silent Spring. Takto se White-Stevens vyjádřil ke knize Silent Spring: „Kdyby se člověk řídil radami slečny Carsonové, brzy bychom se vrátili do temných dob, kdy hmyz, nemoc a havěť vládly zemi.“  Jiní útočili na osobní charakter Carsonové a její vědeckou kvalifikaci – Carsonové vzdělání bylo spíše v oboru mořské biologie než biochemie. Dle historičky Lindy Lear se bývalý americký ministr zemědělství Ezra Taft Benson v dopise určeném bývalému prezidentovi Dwightu D. Eisenhowerovi zeptal: „Proč se stará panna bez dětí tolik zabývá genetikou?“ – Bensonův závěr byl, že Carsonová je „pravděpodobně komunistka“.
Společnost Monsanto vydala 5 000 výtisků parodie nazvané „Rok pustiny“ (1962), která předpovídala svět hladomoru a nemocí způsobených zákazem pesticidů.
Mnozí kritici opakovaně tvrdili, že Silent Spring apeluje na odstranění všech pesticidů. Carsonová dala však jasně najevo, že pouze vyzývá k zodpovědnému a řízenému používání s vědomím dopadu, který tyto chemikálie mají na ekosystémy. Carsonová uzavírá poslední kapitolu o DDT radou, aby se postřiky značně omezily a zabránilo se tak vývoji imunity u škůdců. Mark Hamilton Lytle napsal, že Carsonová se „zcela vědomě rozhodla napsat knihu, která zpochybňuje paradigma vědeckého pokroku, jež definuje poválečnou americkou kulturu“.
Akademická obec, včetně významných obhájců, jako byli H. J. Muller, Loren Eiseley, Clarence Cottam a Frank Egler, z velké části podpořila vědecká tvrzení knihy a také veřejné mínění bylo příznivě nakloněno Carsonové. Kampaň ze strany chemického průmyslu byla kontraproduktivní, jelikož vzniklá kontroverze zvýšila povědomí veřejnosti o potenciálním nebezpečí pesticidů – ukázkový příklad Streisandového efektu. Téma používání pesticidů se stalo pro veřejnost zásadní prioritou po odvysílání televizního speciálu CBS Reports s názvem The Silent Spring of Rachel Carson (Mlčící jaro Rachel Carsonové), který byl odvysílán 3. dubna 1963. Pořad obsahoval úseky, v nichž Carsonová předčítala ze Silent Spring a rozhovory s dalšími odborníky, hlavně kritiky, včetně Whiteové-Stevensové. Reakce deseti až patnácti milionů diváků byly převážně pozitivní a pořad podnítil ke kongresnímu přezkoumání bezpečnosti pesticidů a následně ke zveřejnění zprávy o pesticidech prezidentským vědeckým poradním výborem. Vzhledem k těmto okolnostem již rok po vydání útoky na knihu i na Carsonovou ztratily na síle.
V jednom ze svých posledních veřejných vystoupení Carsonová svědčila před Vědeckým poradním výborem prezidenta Johna F. Kennedyho, který následně 15. května 1963 vydal zprávu, v níž z velké části podpořil její vědecká tvrzení. Po vydání této zprávy Carsonová svědčila také před podvýborem amerického Senátu, aby předložila strategická doporučení. Carsonová obdržela stovky pozvání k dalším projevům, ale většinu z nich však nemohla přijmout, protože její zdravotní stav se neustále zhoršoval. Přesto vystoupila v pořadu The Today Show a účastnila se několika slavností, které byly uspořádány na její počest. Koncem roku 1963 obdržela řadu cen a vyznamenání: Audubonovu medaili od National Audubon Society, Cullumovu geografickou medaili od American Geographical Society a dále byla zařazena do Americké akademie umění a literatury. Maria Popova napsala o Carsonové: „Její lyrické psaní z ní nečinilo pouhou překladatelku světa přírody, ale alchymistku, která přetváří ocel vědy ve zlato zázraků.“